# 杞人忧天
杞人忧天是《列子·天瑞》篇中的一则寓言，后来成为一个固定成语，常用来讽刺那些不必要的担心，但也有人用其表达一种忧患意识。

## 原文
杞國有人憂天地崩墜，身亡所寄，廢寢食者；又有憂彼之所憂者，因往曉之，曰：「天，積氣耳，亡處亡氣。若屈伸呼吸，終日在天中行止，奈何憂崩墜乎？」其人曰：「天果積氣，日月星宿，不當墜耶？」曉之者曰：「日月星宿，亦積氣中之有光耀者；只使墜，亦不能有所中傷。」其人曰：「奈地壞何？」曉者曰：「地積塊耳，充塞四虛，亡處亡塊。若躇步跐蹈，終日在地上行止，奈何憂其壞？」其人舍然大喜，曉之者亦舍然大喜。
该寓言说的是杞国有个人总是担心天塌地陷了怎么办，因此整天睡不好觉，吃不下饭。有人很担心他这么忧愁下去，便前去劝他，说天是气体组成的，不会塌下来。杞人又问：“如果天是气体，那日月星辰不是要掉下来了吗？”那人回答说：“日月星辰只是有光的气，掉下来也不会伤人。”杞人又问：“那地陷了怎么办？”那人说：“地则是由土壤添塞，充满各处，是不会陷下去的。”杞人听了松了一口气，非常高兴。

## 影响
“杞人忧天”后成为中国一句常用的成语，常用来指那些不必要的担心，例如杜甫的“但求椿寿永，莫虑杞天崩” 就是这个意思。但也有人用杞人忧天来表达忧患意识，例如李白的“白日不照吾精诚，杞国无事忧天倾” 就是说虽然皇帝看不到他的一片诚心，但他仍像杞人忧天那样为国忧虑。当代也有人主张杞人忧天反映了一种忧患意识。

## 逸事
《管锥编》第二册記載英方小說《海外軒渠録》寫飛浮島國（Laputa 勒皮他）的人民“愁慮無寧晷”（never enjoying a minute's peace of mind），一天到晚害怕“天體將生變故”（their apprehensions arise from several changes they dread in the celestial bodies），例如“惴惴恐日輪漸逼地球，行且吸而吞之，以是寢不安席，生趣全無”（they can neither sleep quietly in their beds，nor have any relish for the common pleasures or amusements of life）。錢鍾書認為這段敘述跟“杞人忧天”有異曲同工之妙。
2009年杞县钴-60事件由于发生在古杞国所在地杞县，被称为“现代版杞人忧天”。